# アングロアフリカン
アングロアフリカン（英語: Anglo-African）は、アフリカのサブサハラに居住する、英語を第一言語とする民族。

## 概要
イギリスやアイルランドからの開拓民であり、ほとんどが南アフリカ共和国に住んでいる。これとは別に、フランスのユグノー、ユダヤ人やイタリア人などがヨーロッパから渡り、現在に至るまで独自の文化を築いている。

## 文化
一般的に人気のあるスポーツは、クリケット、ラグビー、テニス、ゴルフ。スプリングボクスという愛称で知られるラグビー南アフリカ共和国代表の人気は世界的である。

## 著名なアングロアフリカン
- J・R・R・トールキン
- ジョディー・シェクター
- ロリー・バーン
- ゴードン・マレー
- スティーブ・ナッシュ
- ゲーリー・プレーヤー
- ニック・プライス
- シャールト・コプリー
- カースティ・コベントリー
- シャーリーン・ウィットストック
- ジョン・クランコ
- ケビン・カレン
- トレバー・イメルマン
- ブッチ・ジェームス
- パーシー・モンゴメリ
- イアン・スミス
- ヘンリー・モートン・スタンリー
- マーク・シャトルワース
- ケビン・カーター
- ルイス・リーキー

## 関連書籍
- The Anglo-African who's who and biographical sketch-book. London: George Routledge & Sons, Ltd.. (1905)